# Kamyk (województwo mazowieckie)
Kamyk – wieś w Polsce położona w województwie mazowieckim, w powiecie radomskim, w gminie Pionki.
Wieś wchodzi w skład sołectwa Zalesie.
W latach 1945–1975 miejscowość administracyjnie należała do województwa kieleckiego, następnie w latach 1975–1998 do województwa radomskiego.
Wierni Kościoła rzymskokatolickiego należą do parafii św. Maksymiliana Kolbego w Pionkach.

## Historia
W wieku XIX Kamyk był wsią włościańską w powiecie kozienickim, gminie Suskowola, parafii Sucha.

Według spisu z roku 1827 w Kamyku było 9 domów, 76 mieszkańców.

Według spisu z roku 1882 było mieszkańców 73, domów 7, na 140 morgach obszaru.